# 羅利特縣 (北達科他州)
羅利特县（英語：Rolette County）是位於美國北達科他州北部的一個縣，北鄰加拿大馬尼托巴。面積2,433平方公里。根據美國2000年人口普查，共有人口13,674人。縣治羅拉。
成立於1873年1月4日，縣政府成立於1884年10月14日。縣名紀念明尼蘇達準州議員約瑟·羅利特。